# Dante-szonáta

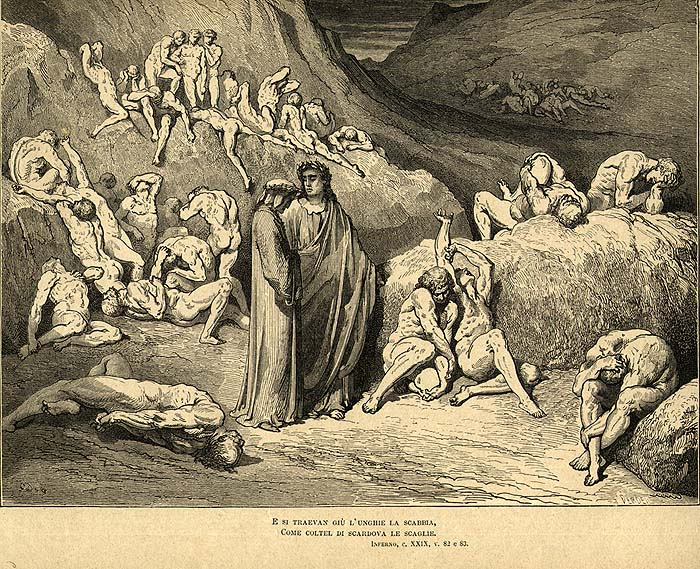
Dante és a Pokol ábrázolása, Gustave Doré műve

A Dante-szonáta Liszt Ferenc zongoraműve, amely a S.161-es műjegyzékszámú Zarándokévek – Második év: Itália (franciául: Années de pèlerinage, Deuxième Année: Italie) című zongoraciklus hetedik darabja. Ez a kompozíció a sorozat legnépszerűbb, leggyakrabban játszott darabja, amely Liszt egész életművét tekintve is a legfontosabb alkotások közé tartozik.

## A mű születése
Liszt Ferenc 1837 és 1839 között párjával, Marie d’Agoult grófnéval utazgatott Itáliában, s ezekből az úti élményekből zongorára írt darabok születtek. Ezek a művek csak később, a weimari években álltak össze csokorba (ekkor már Carolyne zu Sayn-Wittgenstein volt a társa), és a Zarándokévek svájci sorozata nyomán a Zarándokévek – Második év: Itália címet kapták. Ez a sorozat az előzővel ellentétben kevésbé tekinthető ciklusnak, a sorozat darabjait azonban közös hangulatkörük alapján mégis összetartozónak lehet tekinteni. Míg az első sorozat ihletője – jóllehet irodalmi közvetítéssel – a természet volt, a második születését az olasz művészet nagy alakjai inspirálták, főleg Petrarca, Dante, Raffaello és Michelangelo. A ciklussá összeállított mű 1858-ban jelent meg a Schott kiadó gondozásában.
A Dante-szonátát Liszt 1837 és 1849 között komponálta. A mű első vázlatai 1837-ben, a Comói-tó partján, Bellagióban keletkeztek Dante Isteni színjátékának hatására, amely Liszt egyik alapvető irodalma élményének számított. A téma annyira fontos volt számára, hogy később, 1855–1856-ban szimfóniát is írt, de még operát is tervezett belőle.
A mű korai változatának címe eleinte – kevert francia és német nyelven – Fantasia quasi Sonata (Prolegomènes zu Dantes Göttlicher Comödie volt, amit 1839-ben Bécsben be is mutatott. Amikor azonban beillesztette a Zarándokévek második ciklusába, egy Victor Hugo-vers lett a zenemű címe: Aprés une lecture du Dante (Dante olvasása nyomán), a Fantasia quasi sonata pedig az alcíme lett. Ez a cím egyszerre utal a komponista Dante olvasása közben kapott benyomásaira és Victor Hugo költeményére, amivel Liszt mintegy a kettős irodalmi hatást jelzi.

## A zene

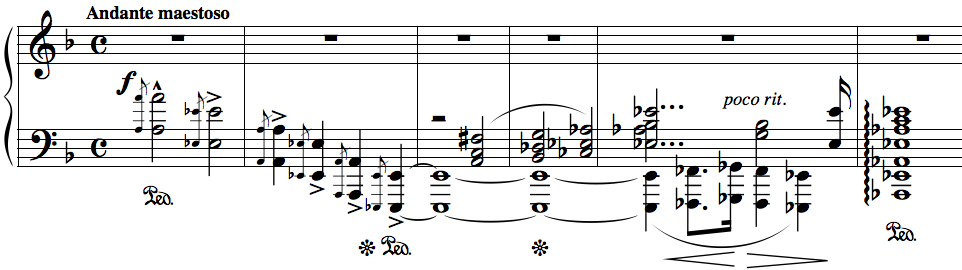
A szonáta kezdete (a bal kéz első üteme az „ördögi” hangköz)

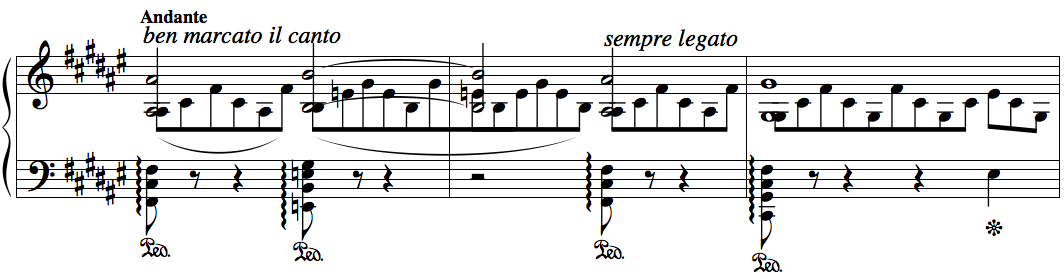
A második téma

A mű Dante Isteni színjátéka Infernójának hangulatát idézi, de nem illusztrálása az irodalmi műnek. Nagy, démoni pokol-vízió, Liszt egész életművének egyik fontos alkotása. Műfaji megjelölése szerint szonáta, de a klasszikus szonátaforma határait Liszt több ponton is feszegeti (például azzal is, hogy a mű egyetlen tételes), csakúgy, mint a hagyományos hétfokú dúr-moll hangrendszert is.
A szonáta alaphangneme – alig érzékelhetően – d-moll, metruma meglehetősen szabadon értelmezett 4/4. Tulajdonképpeni főtémája a szenvedő, érző embert jelképezi, és ennek megfelelően a műben a legtágabb érzelmi-hangulati skálát járja be: lágy, fájdalmas, átszellemült, szenvedélyes érzelmeket is megjelenít.
Liszt szerkesztésmódjának általában véve is jellemzője a tématranszformációs elv, amit sok más művében is alkalmaz, így itt is. A Dante-szonáta három, határozottan eltérő karakterű témából épül. Az első, indító téma az addig tiltott „ördögi hangköz”, a diabolikus tritonus, vagy bővített kvart. A pokol kapuját, az örök kárhozatot jelképezi a maga félelmetes kérlelhetetlenségével, ami miatt Alfred Cortot, a világhírű zongoraművész „átok-motívum”-nak nevezte. Ez a darab negatív témája, amely nem is változtatja a jellegét a darab során, noha a liszti tématranszformáció itt is érvényesül. A középső kromatikus téma mintegy rögtönzésszerűen születik, ebből lesz tulajdonképpen a szonáta főtémája, ami a szenvedésében is reménykedő embert jeleníti meg. Bizonytalan metrumú és hangnemű téma, alig-dallam. Ez alakul, módosul a darabban a legtöbbet: a kezdeti lágy, suttogó karakter könnyes-fájdalmassá alakul, majd panaszossá válik. A harmadik, „pozitív” téma az elsőnek az ellentettje, a hit, a kegyelem jelképe. A Dante-szonáta a pokol démoni ábrázolása, a mű azonban mégis a fenséges megtisztultság hangján ér véget.